# Град хероја
Град хероја (енгл. Big Hero 6) амерички је анимирани филм Компаније Волт Дизни из 2014. године који је освојио награду Оскар за најбољи анимирани филм.

## Улоге
| Улога         | Глумац              | Глумац (српска синхронизација) |
| ------------- | ------------------- | ------------------------------ |
| Хиро Хамада   | Рајан Потер         | Василије Првуловић             |
| Бејмакс       | Скот Адсит          | Владислав Михаиловић           |
| Тадаши Хамада | Данијел Хени        | Петар Стругар                  |
| Го Го         | Џејми Чанг          | Душица Новаковић               |
| Васаби        | Дејмон Вејанс Млађи | Павле Јеринић                  |
| Хани Лемон    | Хенесис Родригез    | Јелена Гавриловић              |
| Фред          | Ти Џеј Милер        | Никола Ракочевић               |
| Тетка Кеси    | Маја Рудолф         | Весна Станковић                |